# Mattar M’Boge
Mattar M’Boge (* 21. Juni 1980 in Banjul) ist ein gambischer Fußballtrainer.

## Leben
M’Boge besuchte ab 1999 die Loughborough University (Vereinigtes Königreich) und erwarb dort während seiner Zeit in Loughborough zwei Abschlüsse, angefangen mit einem B.Sc. in Informatik und Management (2003), bevor er einen M.Sc. in Multimedia und Internet-Computing (2004) machte.
Seit April 2015 war er für die Gambia Football Federation (GFF) als Trainer mehrere Auswahlmannschaften, darunter auch als Assistant Head Coach der A-Nationalmannschaft, tätig. Er wurde im Oktober 2017 vom Cheftrainer der Gambischen Fußballnationalmannschaft (U-17-Junioren) zum Cheftrainer der Gambischen Fußballnationalmannschaft (U-20-Männer) („Young Scorpions“) befördert.
Als Cheftrainer der U-20-Nationalmannschaft sicherte er sich bei seinem ersten internationalen Einsatz den Titel des WAFU/FOX U-20-Turniers 2018 der West African Football Union (WAFU). Gastgeber des Turniers war Liberia, und die Young Scorpions waren die einzige ungeschlagene Mannschaft des Turniers. Für das Land war dies die erste Trophäe auf U-20-Niveau überhaupt, und er war der erste gambische Cheftrainer, der eine internationale Trophäe gewann, und er wurde auch der jüngste Trainer – damals 37 Jahre alt – dem diese Auszeichnung gelang.
Nach dem Triumph wurde die Mannschaft vom gambischen Präsidenten, Adama Barrow, empfangen, der ihr gratulierte und seinen Stolz auf ihre Leistungen zum Ausdruck brachte.
M’Boge führte die Mannschaft beim WAFU-U-20-Turnier 2019 in Conakry (Guinea) auf den dritten Platz.